# Morgan Burnett
 (septembre 2019).
Si vous disposez d'ouvrages ou d'articles de référence ou si vous connaissez des sites web de qualité traitant du thème abordé ici, merci de compléter l'article en donnant les références utiles à sa vérifiabilité et en les liant à la section « Notes et références ».
(en) Statistiques sur pro-football-reference
Morgan Mark Burnett (né le 13 janvier 1989 à College Park) est un joueur  professionnel de football américain de nationalité américaine. Il évolue au poste de strong safety.

## Biographie

### Jeunesse
Burnett va à la North Clayton High School où il réussit 135 tacles et six interceptions dont trois se terminent en touchdown. Le site rivals.com le définit comme un joueur quatre étoiles et le positionne au septième rang des espoirs au poste de safety. Il obtient une bourse et a le choix entre l'université de l'Alabama, celle de Floride, Caroline du Sud, Géorgie et enfin Georgia Tech chez qui il s'inscrit le 10 janvier 2007.

### Carrière universitaire
Lors de sa première année universitaire, il dispute treize match et réussit trois interceptions.
Lors de sa seconde saison, il commence treize matchs totalisant 92 tacles et sept interceptions avec un gain cumulé de 95 yards.
Il se voit décerner de nombreux prix et annonce le 11 janvier 2010 qu'il renonce à sa dernière saison universitaire pour se présenter à la draft de la NFL.

### Carrière professionnelle
Il est sélectionné en 71e choix global lors du troisième tour de la draft 2010 de la NFL par les Packers de Green Bay.
Lors du second match de la saison contre les Bills de Buffalo, il réussit la première interception de sa carrière professionnelle.
Le 4 octobre 2010, Burnett se blesse (déchirure du ligament croisé antérieur). Il est placé trois jours plus tard sur la liste des blessés ce qui met un terme à sa saison.
En 2013, il est prolongé de 4 ans par les Green Bay Packers.